# Templo de Dendera

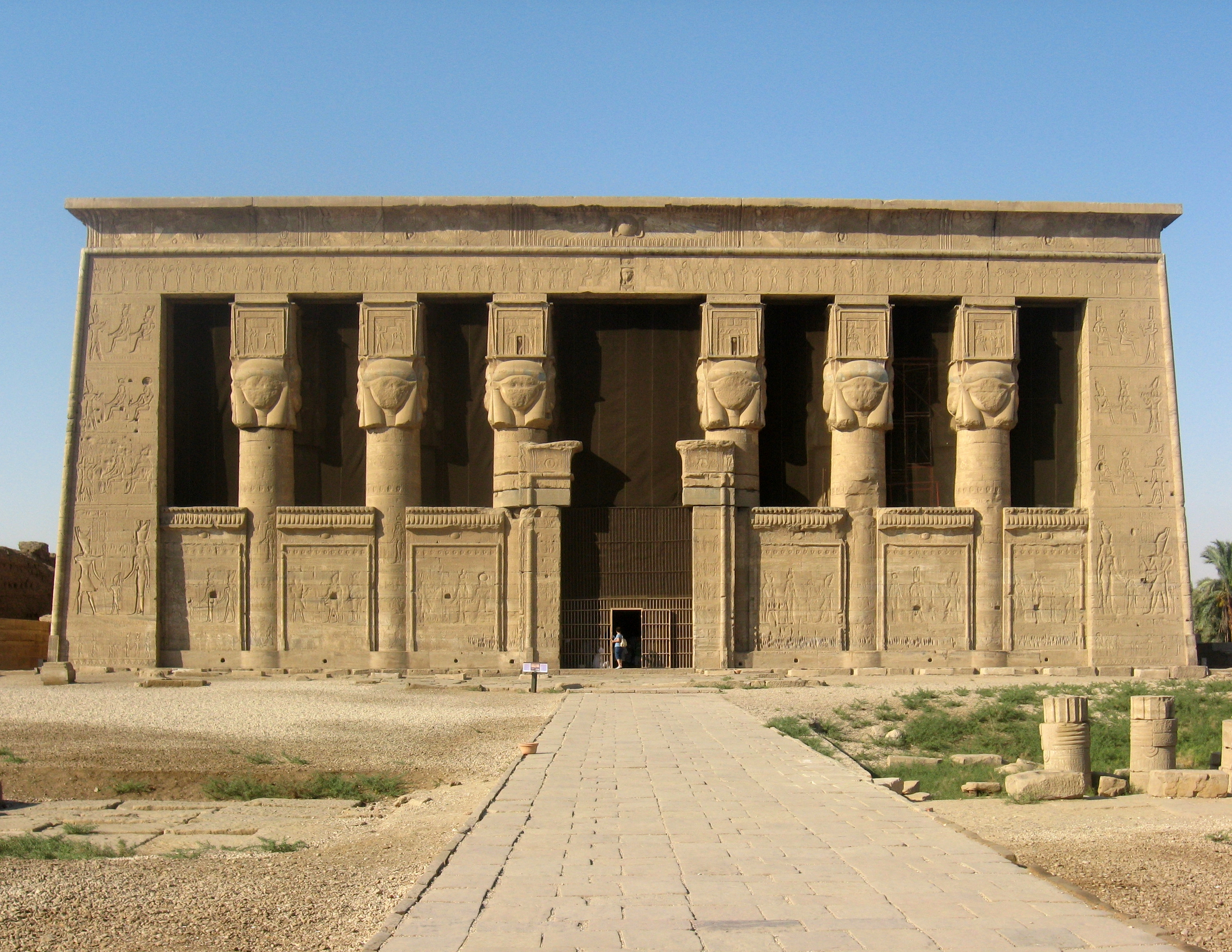
Templo de Hator, Dendera

Complexo de templos de Dendera (em egípcio antigo: Iunet ou Tantere; a grafia inglesa do século XIX na maioria das fontes, incluindo Belzoni, era Tentyra; também soletrada Denderah) é um dos complexos de templos mais bem preservados do Egito, localizado a cerca de 2.5 quilômetros a sudeste de Dendera. A área foi usada como o sexto nomo do Alto Egito, ao sul de Abidos.

## Descrição

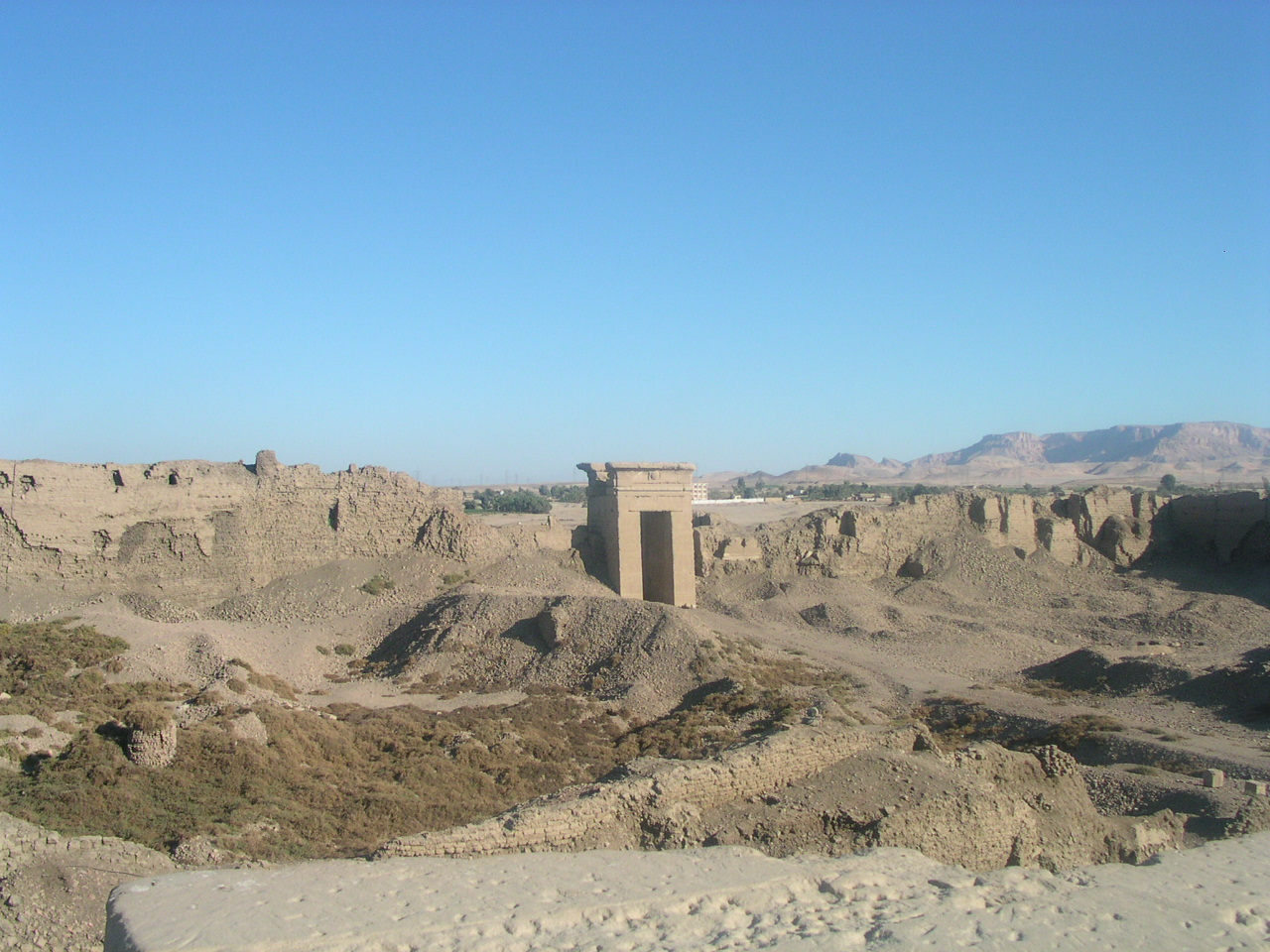
As paredes maciças de tijolos de barro do complexo, vistas do telhado do templo

Todo o complexo cobre cerca de 40 mil metros quadrados e é cercado por uma forte parede fechada de tijolos de barro. Dendera foi habitada na pré-história, era um oásis útil nas margens do Nilo. Parece que o faraó Pepi I (c. 2250 a.C.) construiu neste local e existem evidências de um templo da XVIII dinastia egípcia (c. 1500 a.C.). O edifício mais antigo ainda existente no complexo é o mammisi erguido por Nectanebo II, o último dos faraós nativos (360–343 a.C.). Os recursos do complexo incluem:
- Templo de Hator (o templo principal)
- Templo do nascimento de Ísis
- Lago Sagrado
- Sanatório
- Mammisi de Nectanebo II
- Basílica Cristã
- Mammisi Romano
- um santuário de Barca
- Portais de Domiciano e Trajano
- o quiosque romano

Próximo está a necrópole de Dendera, um conjunto de tumbas de mastaba. A necrópole data do início do Período Dinástico do Reino Antigo até o Primeiro Período Intermediário do Egito. A necrópole estende-se ao longo da extremidade oriental da colina ocidental e ao longo da planície setentrional.

## Templo de Hator

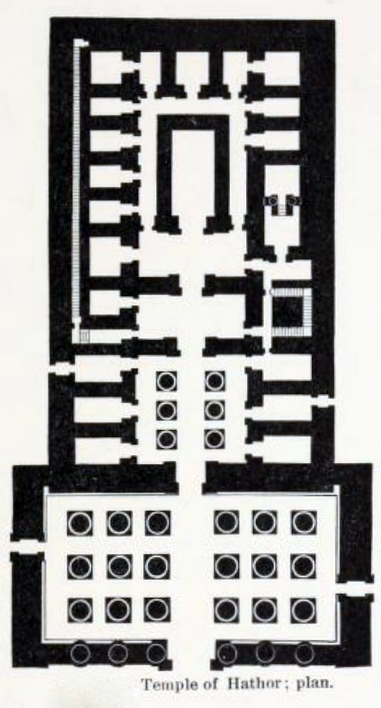
Plano do Templo de Hator

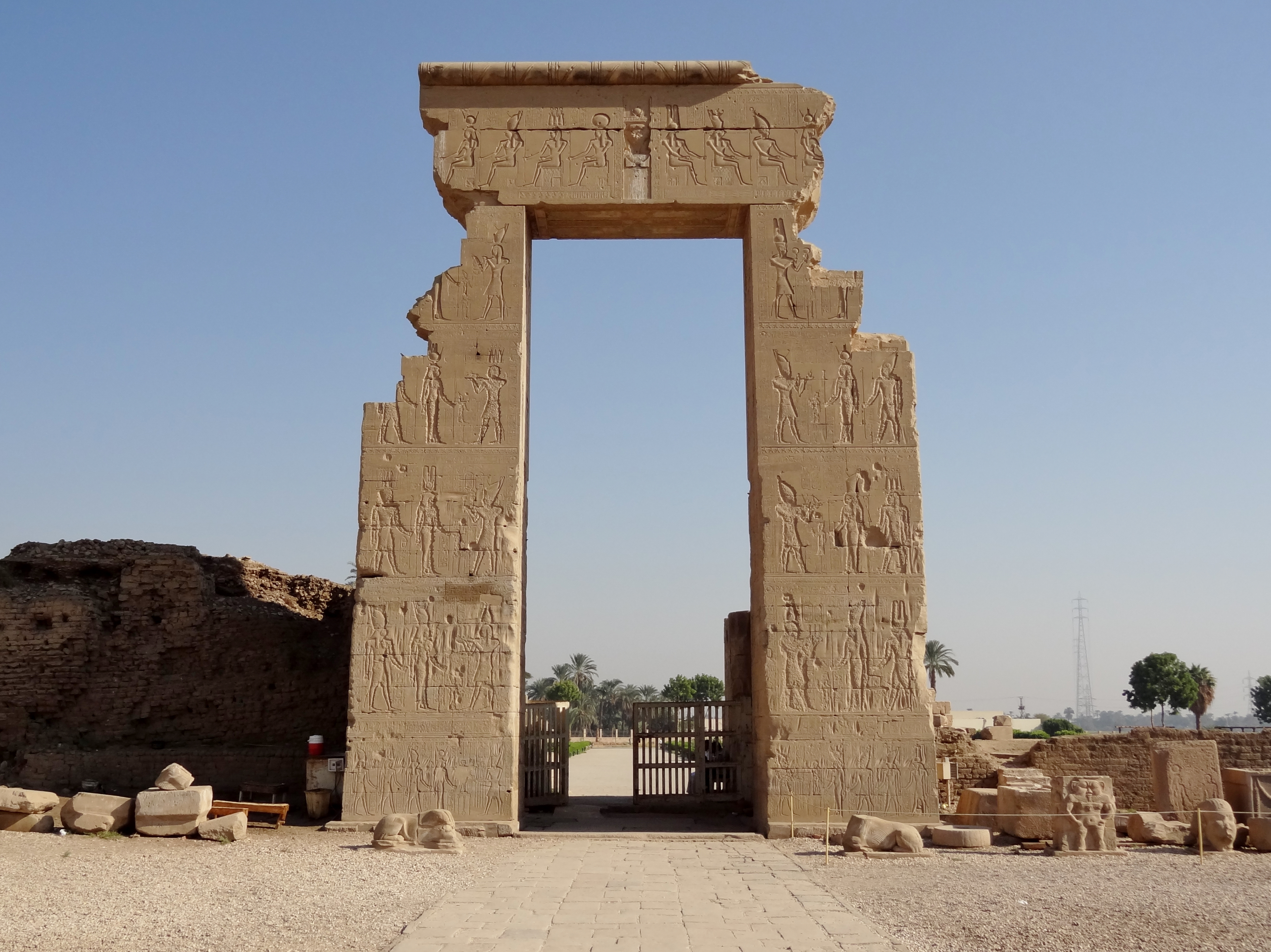
"Portão de Domiciano e Trajano" na entrada norte do Templo de Hator, em Dendera, Egito

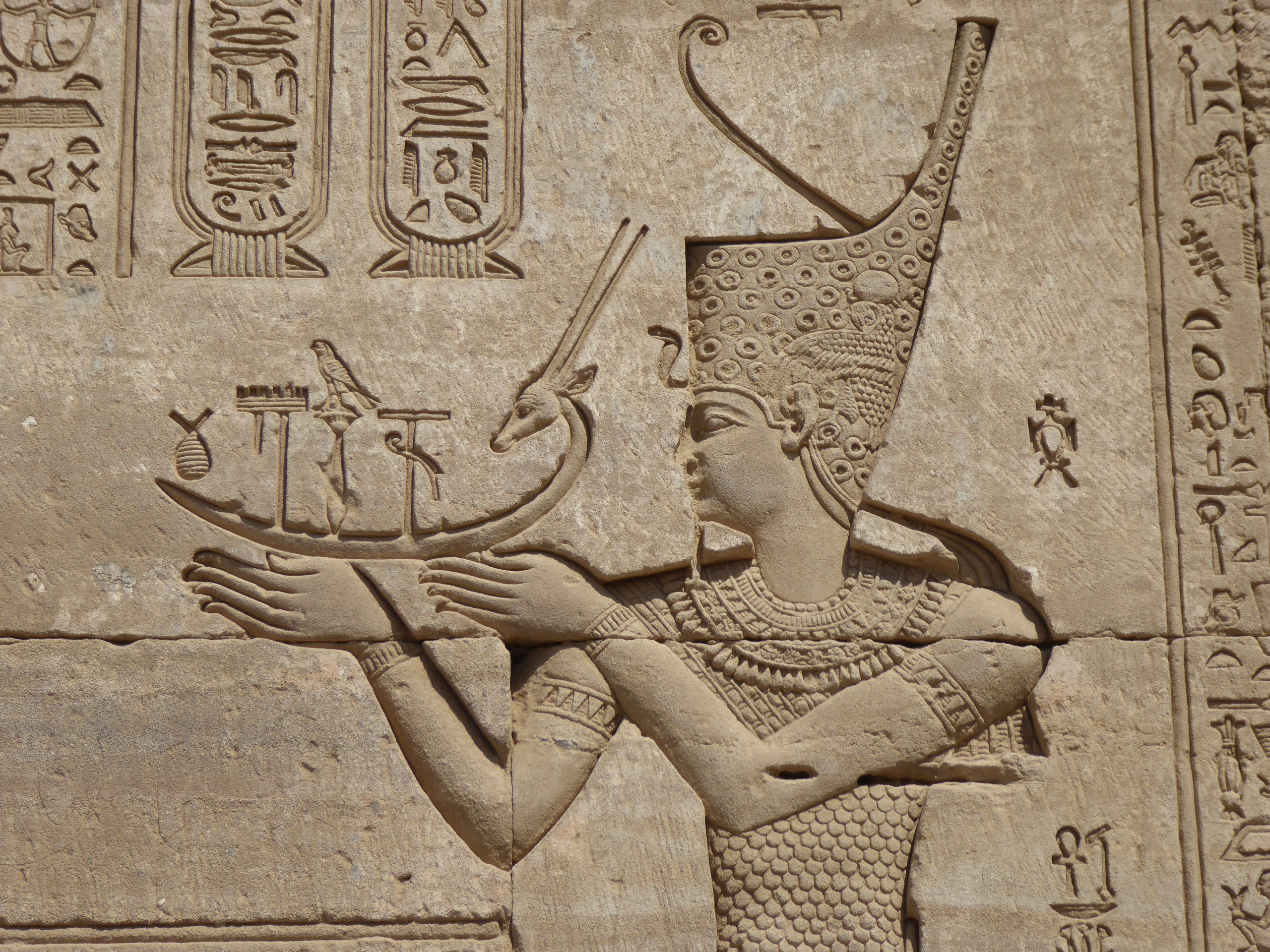
O Imperador romano Trajano como faraó faz uma oferenda aos deuses

O edifício dominante no complexo é o Templo de Hator. O templo foi modificado no mesmo local, começando no Império Médio e continuando até a época do imperador romano Trajano. A estrutura existente começou a ser construída no final do Período Ptolemaico, na época de Ptolemeu Auleta, em julho de 54 AEC., e o salão hipostilo foi construído no período romano de Tibério.
No Egito, Trajano foi bastante ativo na construção e decoração de edifícios. Ele aparece, junto com Domiciano, nas oferendas no propilônio do Templo de Hator. Seu cartucho também aparece nos poços das colunas do Templo de Quenúbis em Esna.
Os elementos do esboço do templo incluem:
- Grande Salão hipostilo
- Pequeno Salão Hipostilo
- Laboratório
- Revista de armazenamento
- Entrada de ofederendas
- Tesouraria
- Saia para o poço
- Acesso à escada
- Salão de sacrifício
- Salão da Enéade
- Grande Assento e santuário principal
- Santuário do Nomo de Dendera
- Santuário de Ísis
- Santuário de Socáris
- Santuário de Hórus
- Santuário do Sistro de Hator
- Santuário dos deuses do Baixo Egito
- Santuário de Hator
- Santuário do trono de Rá
- Santuário de Rá
- Colar do santuário de Menat
- Santuário de Ihi
- Lugar Puro
- Corte do Primeiro Banquete
- Passagem
- Escada para o telhado

As representações de Cleópatra VI que aparecem nas paredes do templo são bons exemplos da arte egípcia ptolemaica. Na parte de trás do exterior do templo está uma escultura de Cleópatra VII Filopátor (a popularmente conhecida Cleópatra) e seu filho, Ptolemeu XV Filópator Filómetor Cesarião (Cesarião), suposto filho de Júlio César.

### Zodíaco de Dendera

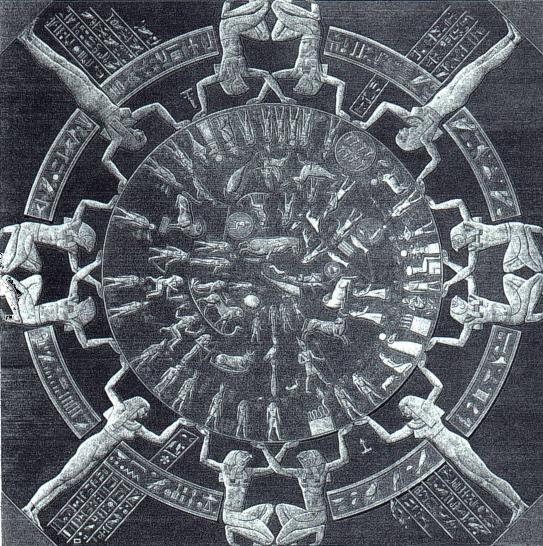
O Zodíaco de Dendera

O zodíaco de Dendera (ou zodíaco de Denderah) é um relevo esculpido amplamente conhecido encontrado num templo greco-romano tardio, contendo imagens de Touro (um gado) e de Libra (a balança). Um esboço foi feito durante a campanha napoleônica no Egito. Em 1820, foi removido do teto do templo pelos colonizadores franceses e substituído por um falso. Há controvérsia sobre se eles receberam permissão do governante do Egito, Maomé Ali, para fazê-lo, ou se eles a roubaram. O verdadeiro está atualmente no Louvre. A suposição de Champollion de que era ptolemaico provou estar correta, e os egiptólogos agora a datam do primeiro século aC.

### Críptas
Os túmulos subterrâneos do templo de Hator totalizam doze câmaras. Alguns relevos datam do reinado de Ptolemeu XII Auleta. As criptas teriam sido usadas para armazenar vasos e iconografia divina. Uma abertura no piso "Sala da Chama" leva a uma câmara estreita com representações nas paredes dos objetos que foram mantidos nelas. Na segunda câmara, um relevo mostra Pepi I oferecendo uma estatueta do deus Ihi a quatro imagens de Hator. Na cripta, alcançada a partir da "sala do trono", Ptolemeu XII guarda joias e oferendas para os deuses.

### Lâmpada de Dendera

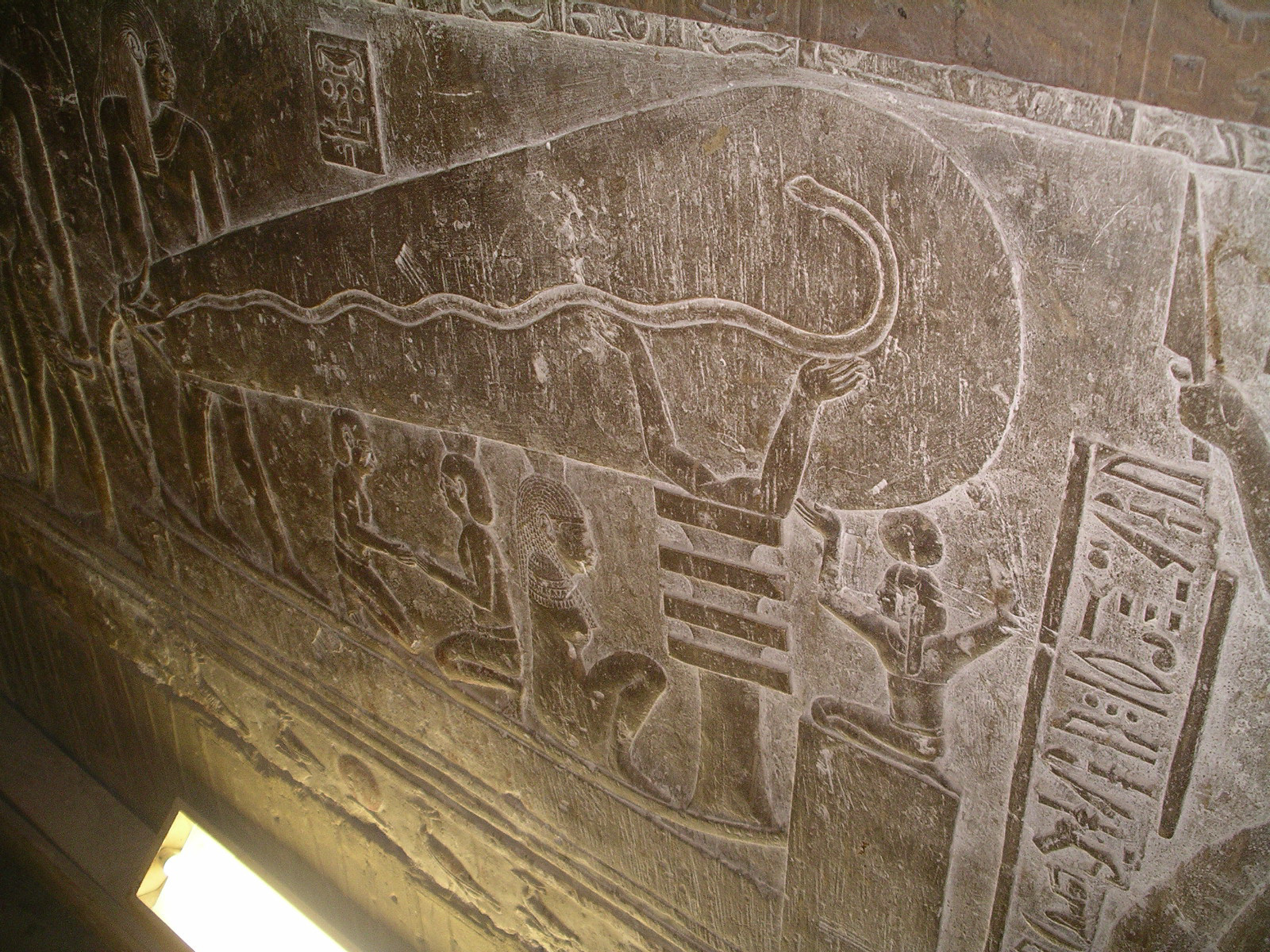
Lâmpada de Dendera, mostrando a representação única na parede esquerda da asa direita em uma das criptas

O Templo de Hator tem um relevo às vezes conhecido como a lâmpada de Dendera, devido a uma controvertida tese marginal sobre sua natureza. As imagens da lâmpada de Dendera compreendem cinco relevos de pedra (dois dos quais contêm um par do que os autores chamam de lâmpadas) no no complexo de templos de Dendera. A visão dos egiptólogos é que o relevo é uma representação mitológica de um pilar em djed e uma flor de lótus, gerando uma cobra dentro, representando aspectos da mitologia egípcia.
Em contraste com essa interpretação, há uma sugestão científica de que é na verdade uma representação de uma lâmpada do Egito Antigo.

## Mammisiromano

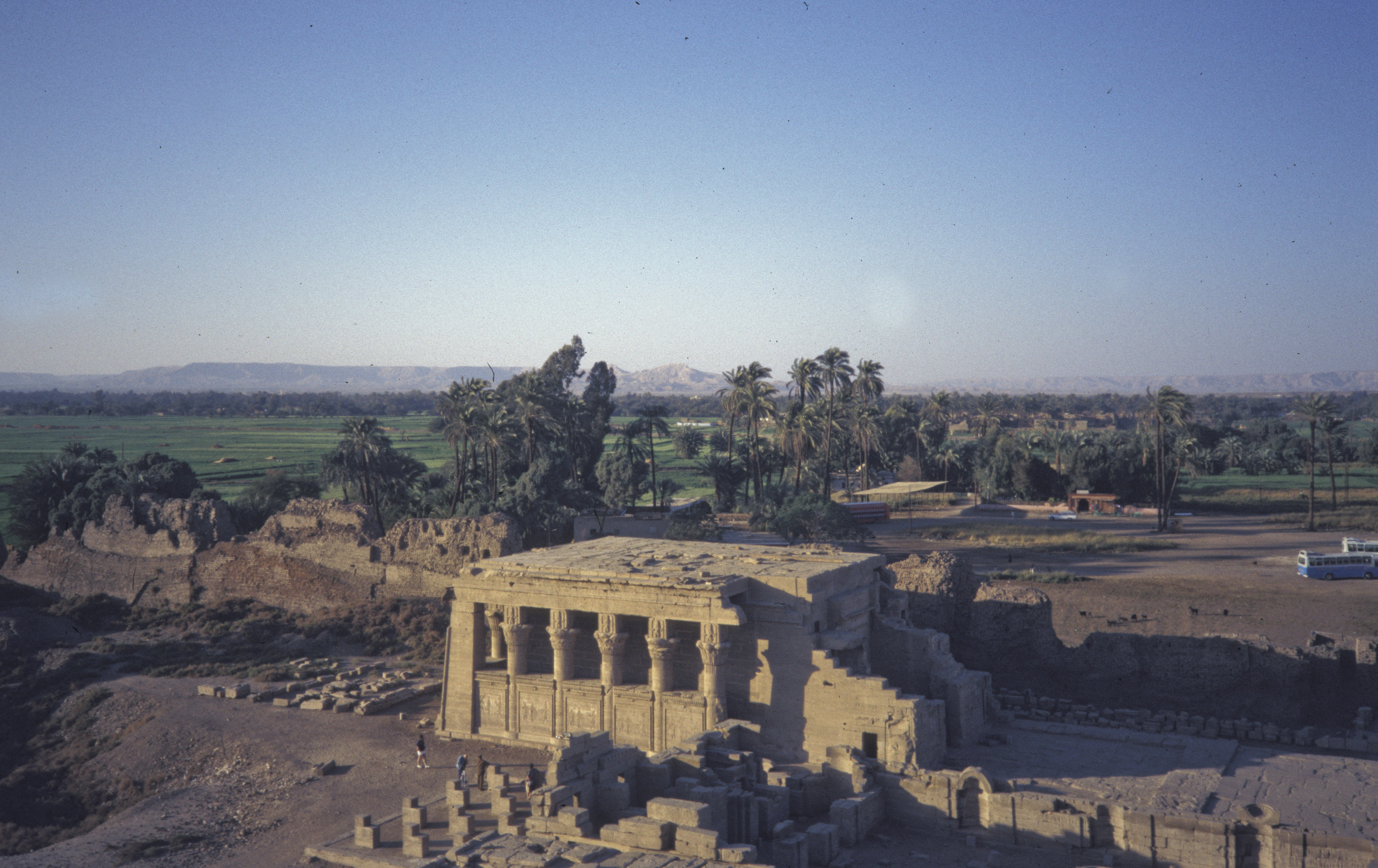
Mammisi romano

O mammisi romano é um edifício subsidiário que data dos reinados de Trajano e Marco Aurélio. Numerosos relevos de Trajano fazendo oferendas a divindades egípcias podem ser vistos.

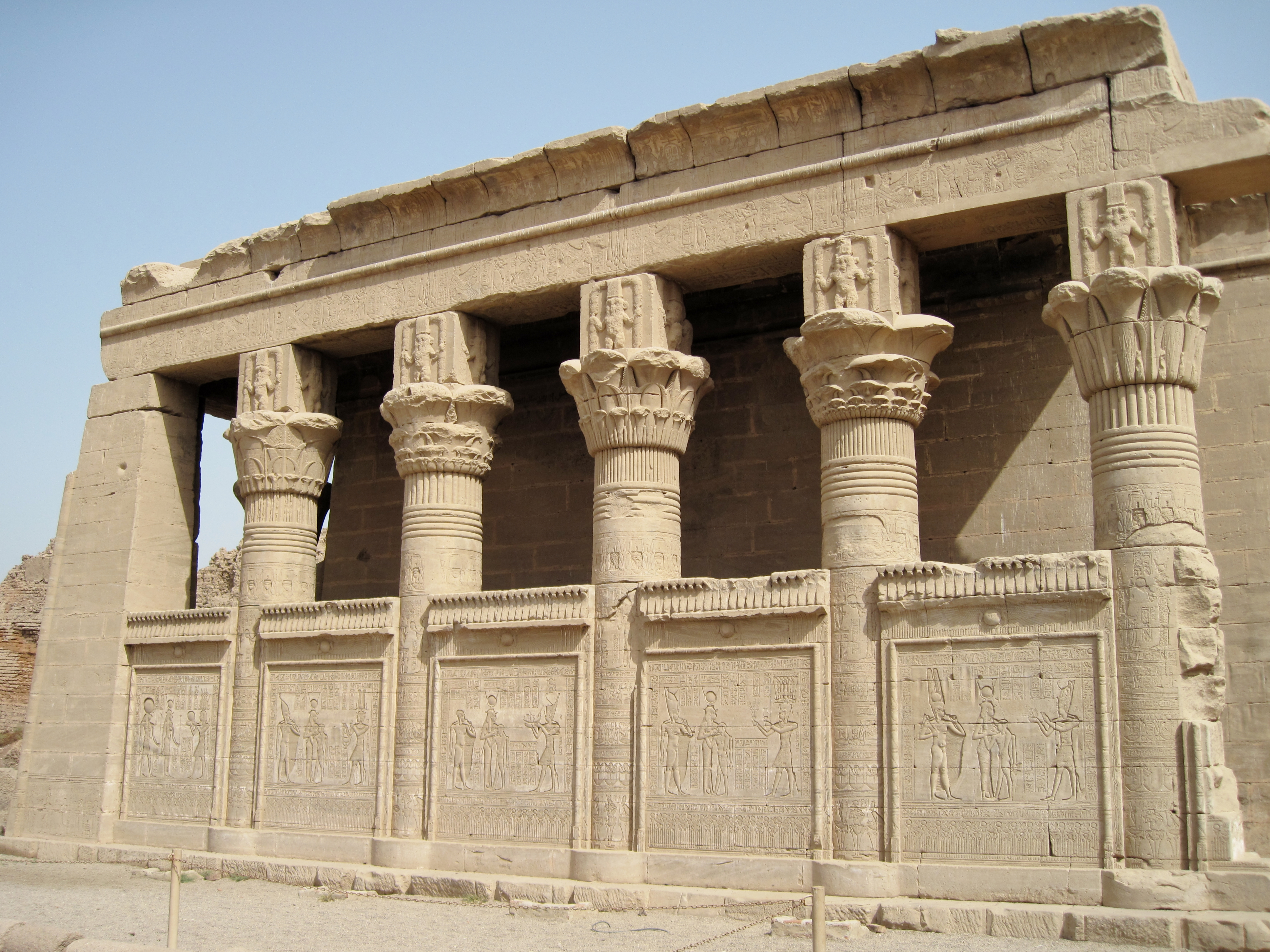
Lado com relevos
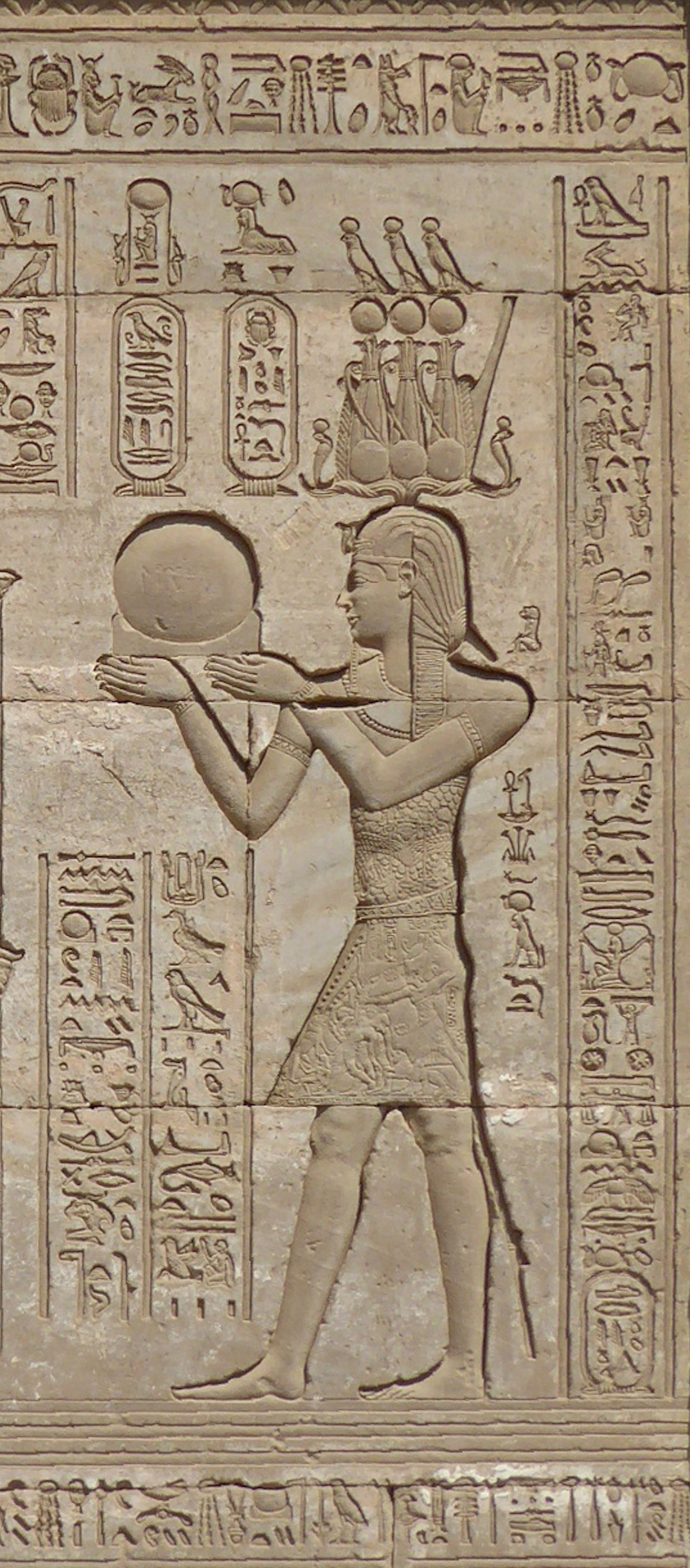
O Imperador romano Trajano em Dendera, Egito
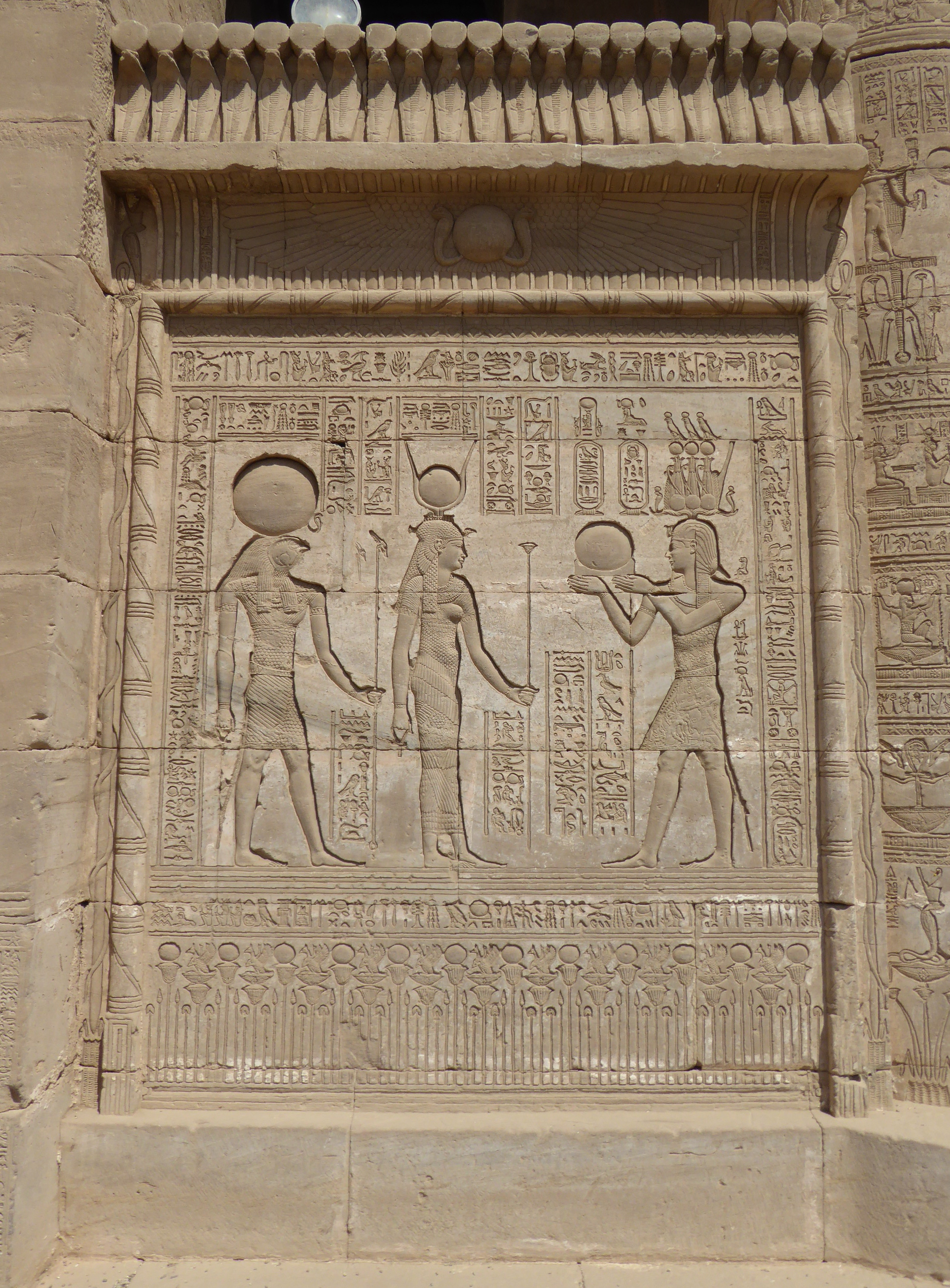
Imperador romano Trajano faz oferendas a Hator e Rá-Horaqueti, Dendera.
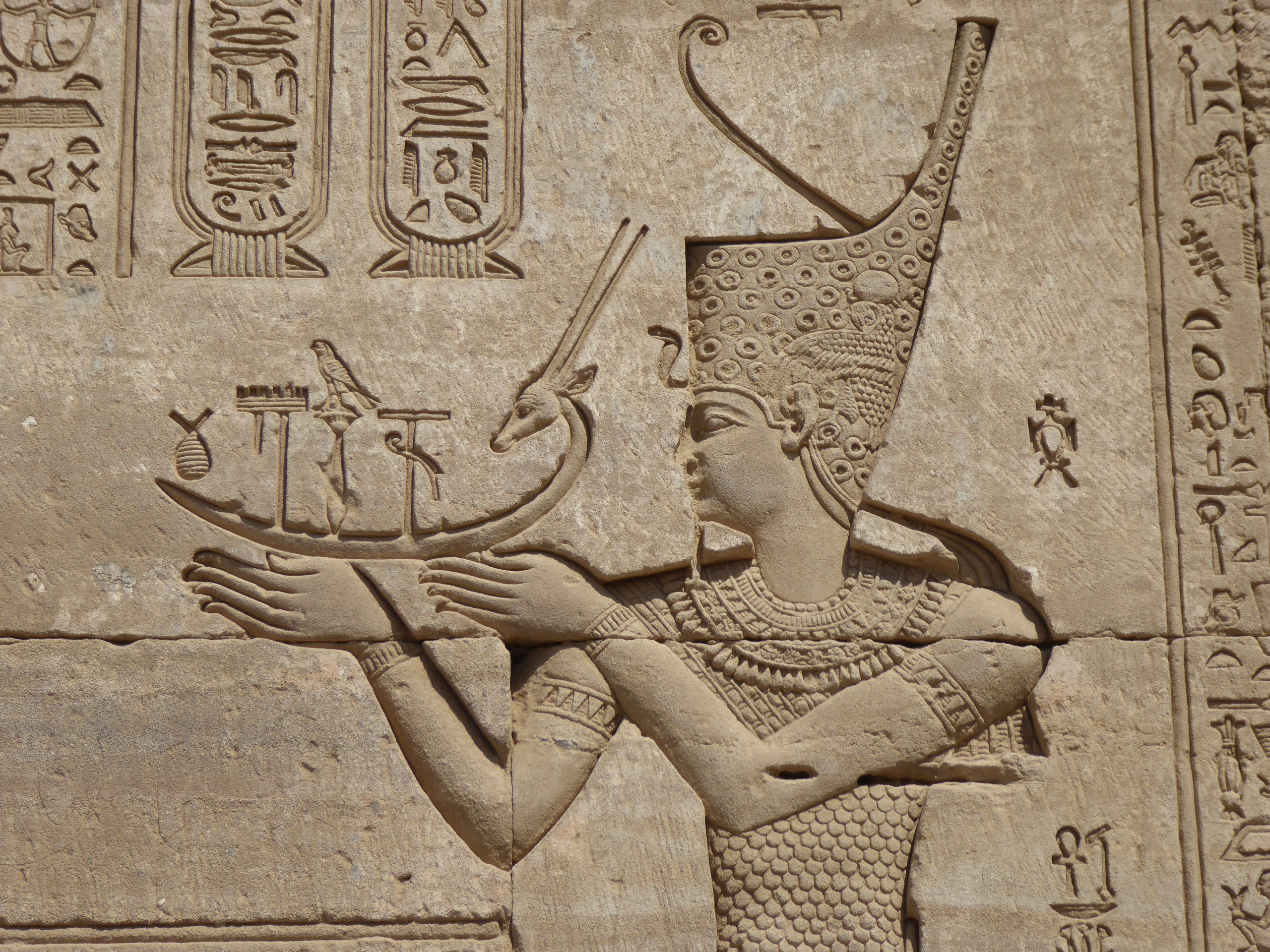
Trajano como faraó fazendo uma oferenda aos deuses, em Dendera.

## Galeria

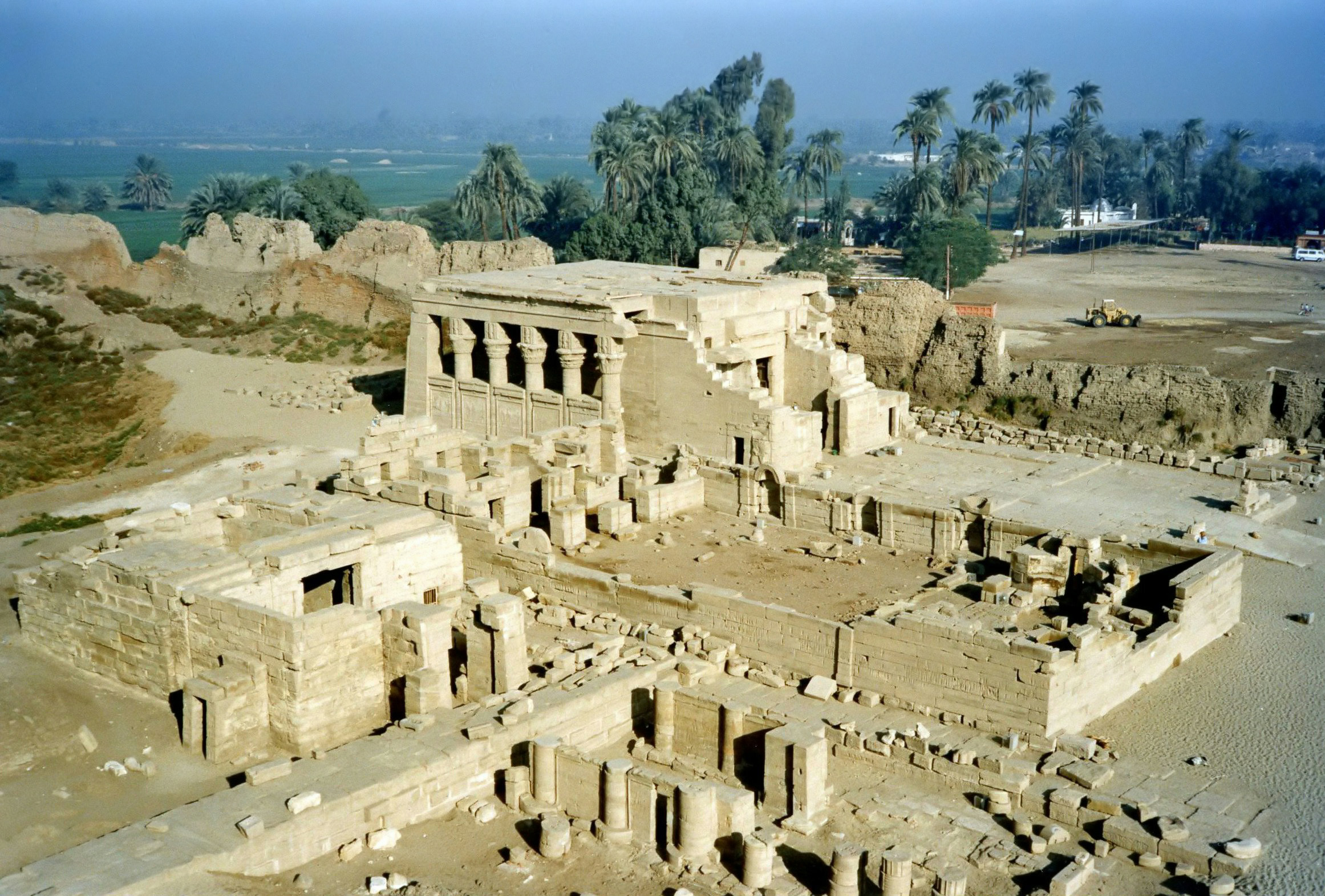
Edifícios satélite do complexo do Templo de Dendera
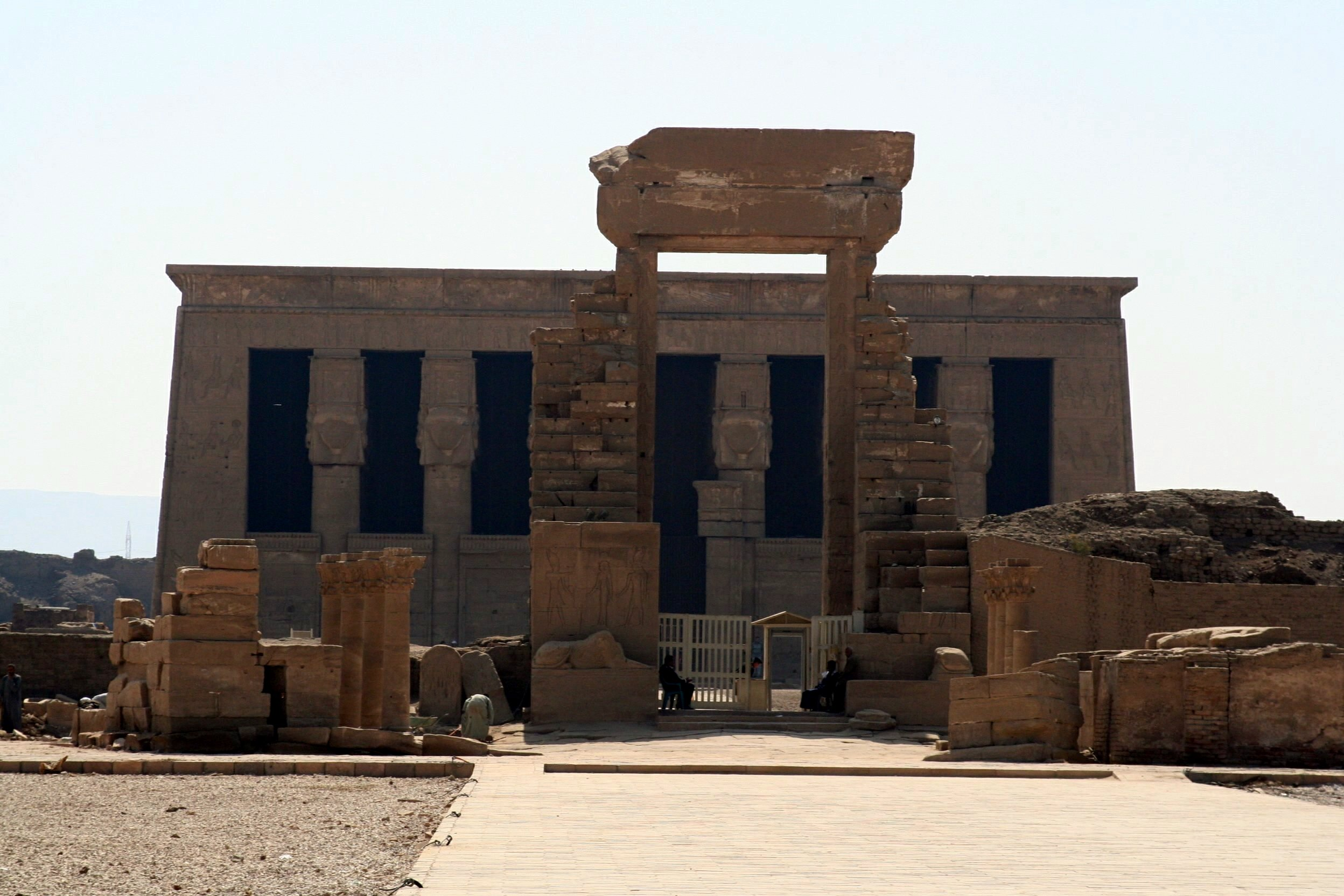
Entrada para o complexo do Templo de Dendera
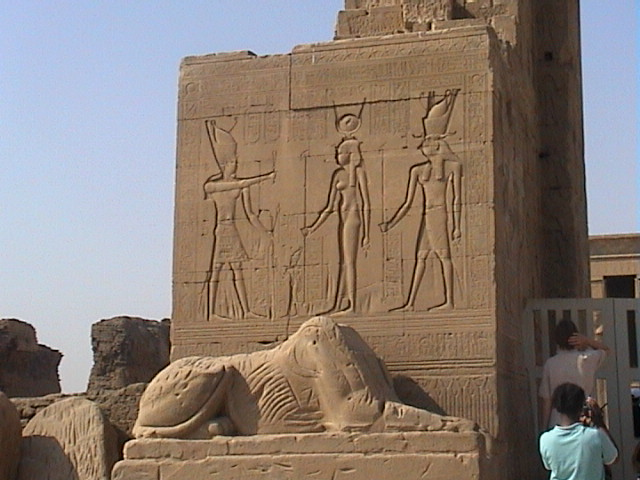
Portão de entrada do templo, com baixo-relevo e esfinge
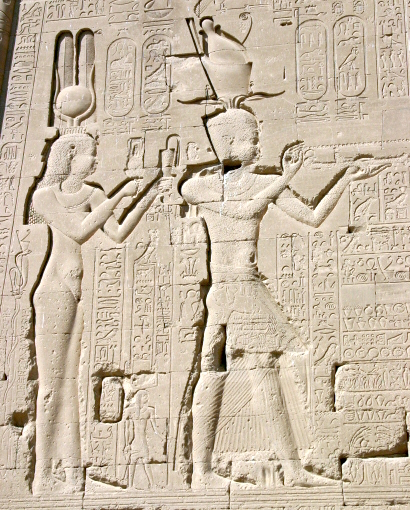
Relevos de Cleópatra VII e seu filho com Júlio César, Cesarião, no Templo de Dendera
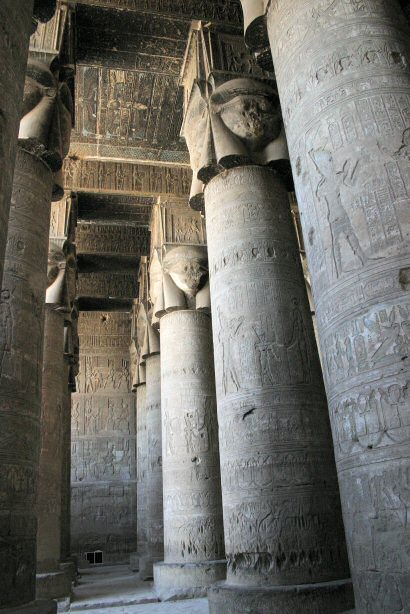
Colunas do Salão Hipostilo
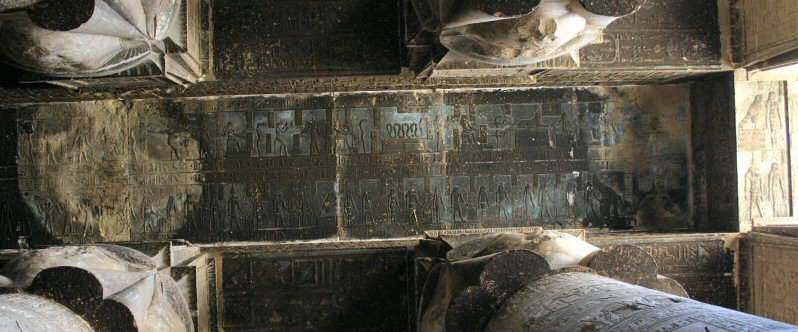
Teto do templo antes da restauração (fotografado em 2005)
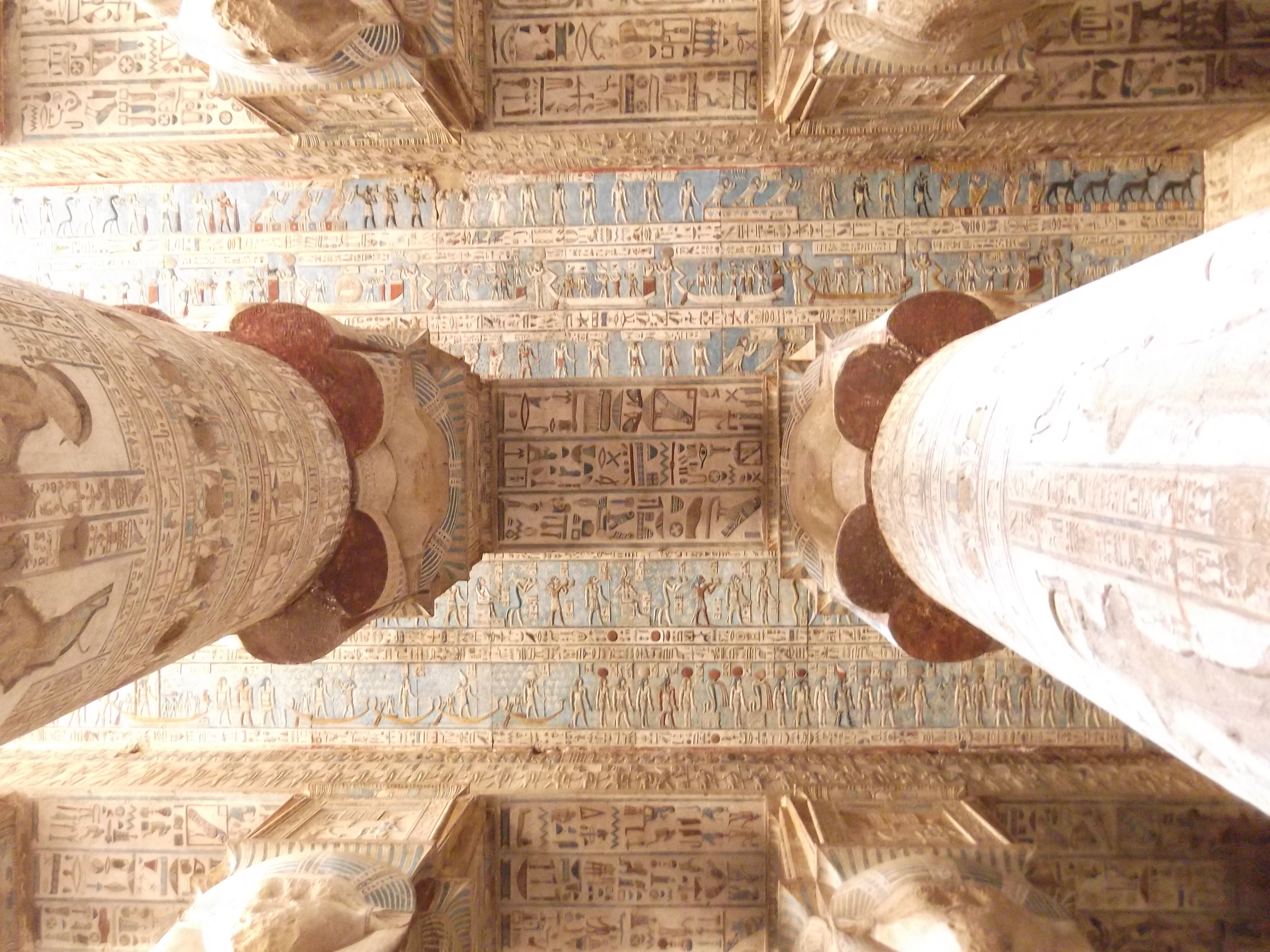
Teto restaurado do Templo de Hator (fotografado em 2011)
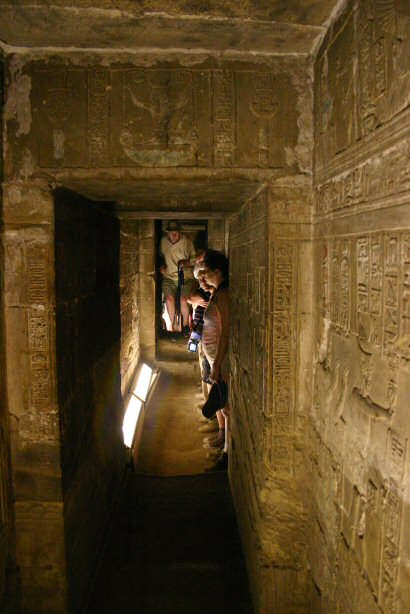
Cripta
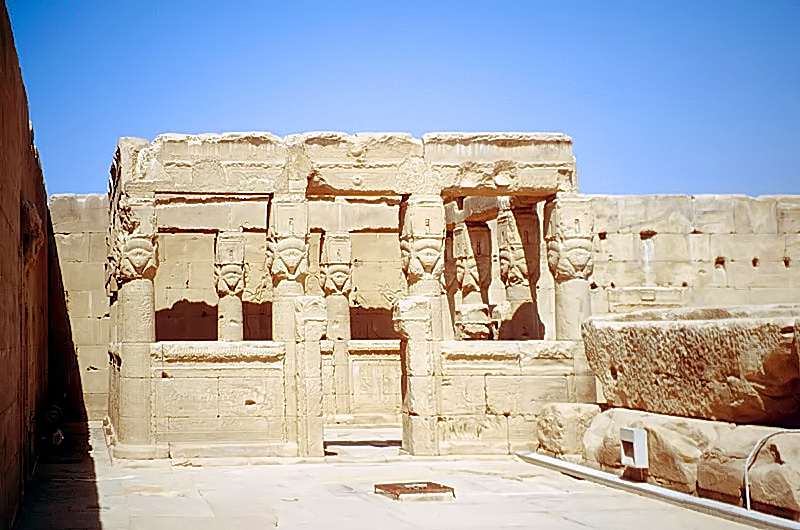
Quiosque de Hator no telhado do templo
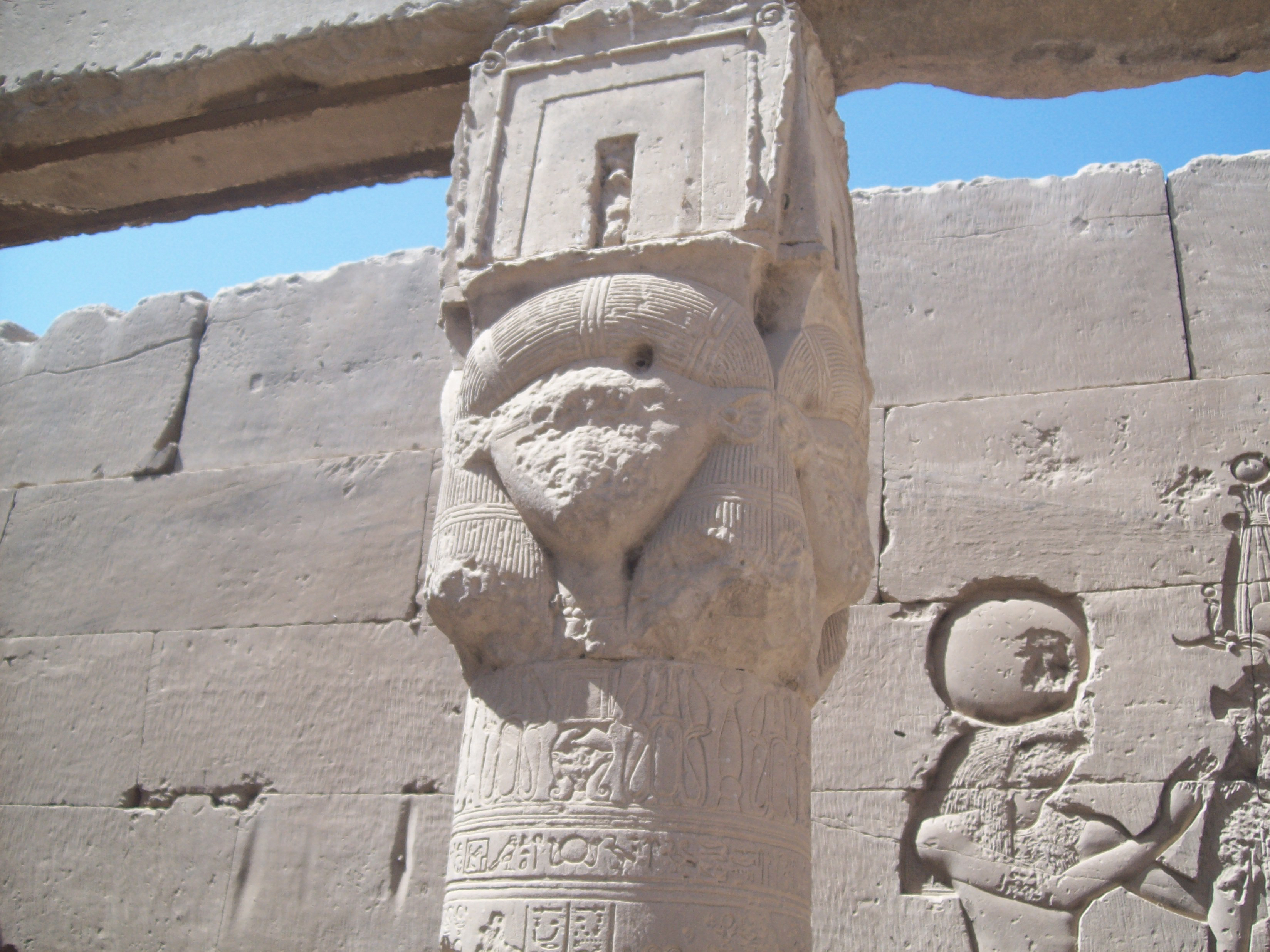
Fotografia de uma coluna no Quiosque
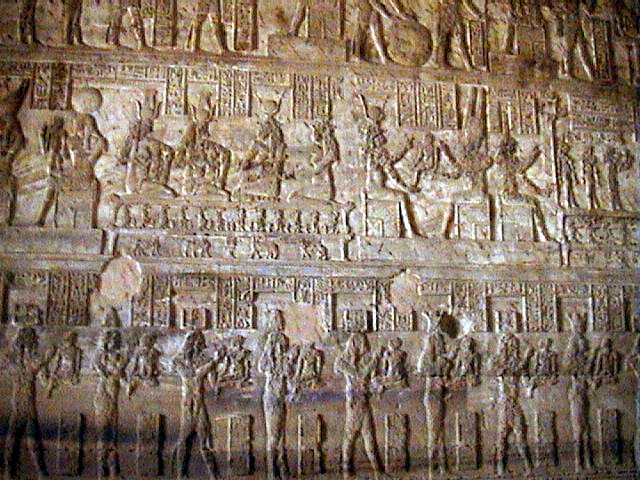
Fotografia manipulada digitalmente de uma parede interna no mammisi, destacando o baixo-relevo